# Circonscription autonomique de Tenerife
Ne doit pas être confondu avec Circonscription électorale de Tenerife.
La circonscription électorale de Tenerife est l'une des sept circonscriptions électorales des îles Canaries pour les élections au Parlement des Canaries.
Elle correspond géographiquement à l'île de Tenerife.

## Synthèse
| AP & alliés |       | 5  | 1  |    |    |    |    |    |    |    |    |    |  |  |
| AIC         |       |    | 7  | 7  |    |    |    |    |    |    |    |    |  |  |
| CDS         |       | 1  | 2  |    |    |    |    |    |    |    |    |    |  |  |
| ICAN        |       |    |    | 1  |    |    |    |    |    |    |    |    |  |  |
| UPC-AC      |       | 1  |    |    |    |    |    |    |    |    |    |    |  |  |
| PSOE        |       | 8  | 5  | 6  | 4  | 5  | 5  | 5  | 3  | 4  | 6  | 5  |  |  |
| CC          |       |    |    |    | 7  | 7  | 8  | 7  | 7  | 6  | 5  | 6  |  |  |
| PP          |       |    |    | 1  | 4  | 3  | 2  | 3  | 5  | 3  | 2  | 3  |  |  |
| Podemos     |       |    |    |    |    |    |    |    |    | 2  | 1  |    |  |  |
| Cs          |       |    |    |    |    |    |    |    |    |    | 1  |    |  |  |
| Vox         |       |    |    |    |    |    |    |    |    |    |    | 1  |  |  |
|             |       |    |    |    |    |    |    |    |    |    |    |    |  |  |
| Total       | Total | 15 | 15 | 15 | 15 | 15 | 15 | 15 | 15 | 15 | 15 | 15 |  |  |

## Résultats détaillés

### 1983
| Parti     | Parti | Députés élus |
| --------- | ----- | --- |
| PSOE      |       | Antonio Martinón Cejas, Pedro Guerra Cabrera, Juan Alberto Martín Martín, José Vicente Hernández Díaz, Augusto Pablo Brito Soto, José Antonio García Déniz, María Dolores Palliser Díaz, Maximino Isidro Jiménez Fumero |
| AP-PDP-UL |       | Francisco Marcos Hernández, Andrés Agustín Miranda Hernández, Ramón Lorenzo González de Mesa Machado, Vicente Álvarez Pedreira, Elviro Blas Hernández Reboso                                                            |
| UPC-AC    |       | Oswaldo Narciso Brito González |
| CDS       |       | Manuel Acevedo Bisshopp |

- Antonio Martinón (PSOE) est remplacé en octobre 1984 par Santiago Pérez García.
- José Vicente Hernández (PSOE) est remplacé en novembre 1986 par Rolando Rodríguez García.

### 1987
| Parti   | Parti | Députés élus |
| ------- | ----- | --- |
| AIC-ATI |       | Manuel Hermoso, Francisco Javier Ucelay Sabina, Victoriano Ríos Pérez, Isidoro Sánchez García, Miguel Cabrera Pérez-Camacho, Eduardo García-Ramos García, Francisco Javier Bello Esquivel |
| PSOE    |       | Alberto de Armas García, Juan Alberto Martín Martín, María Dolores Palliser Díaz, Augusto Brito Soto, José Antonio García Déniz                                                           |
| CDS     |       | Fernando Manuel Fernández Martín, Juan Manuel Fernández del Torco Alonso |
| AP      |       | Ángel Isidro Guimerá Gil |

- Alberto de Armas (PSOE) est remplacé en octobre 1988 par Rolando Rodríguez García.
- Juan Manuel Fernández del Torco (CDS) est remplacé en novembre 1988 par Vicente Álvarez Pedreira.
- Eduardo García-Ramos (AIC-ATI) est remplacé en décembre 1989 par Alfonso David Fernández García.
- Miguel Cabrera (AIC) est remplacé en mai 1990 par Zenón Mascareño Alemán.

### 1991
| Parti | Parti | Députés élus |
| ----- | ----- | --- |
| AIC   |       | Manuel Hermoso, Francisco Javier Ucelay Sabina, Victoriano Ríos Pérez, José Miguel González Hernández, Isidoro Sánchez García, Ana Oramas, Alfredo Miguel Belda Quintana |
| PSOE  |       | Julio Manuel Pérez Hernández, Juan Alberto Martín Martín, Emilio José Fresco Rodríguez, José Antonio García Déniz, Augusto Brito Soto, María Teresa Noreña Salto         |
| PP    |       | Fernando Manuel Fernández Martín |
| ICAN  |       | Oswaldo Narciso Brito González |

- Isidoro Sánchez (AIC) est remplacé en juillet 1992 par Francisco Javier Bello Esquivel.
- Fernando Fernández (PP) est remplacé en février 1994 par Ignacio Manuel González Santiago.

### 1995
| Parti | Parti | Députés élus |
| ----- | ----- | --- |
| CC    |       | Manuel Hermoso, Victoriano Ríos Pérez, José Miguel González Hernández, Alfredo Miguel Belda Quintana, Víctor Manuel Díaz Domínguez, Ana Oramas, Juan Manuel García Ramos |
| PSOE  |       | Augusto Brito Soto, Juan Carlos Alemán Santana, Emilio José Fresco Rodríguez, José Antonio García Déniz                                                                  |
| PP    |       | Ignacio Manuel González Santiago, Juan José Hernández Rodríguez, Consuelo Rodríguez Falero, Benicio Alonso Pérez                                                         |

### 1999
| Parti | Parti | Députés élus |
| ----- | ----- | --- |
| CC    |       | Adán Martín, Victoriano Ríos Pérez, José Miguel González Hernández, Alfredo Miguel Belda Quintana, Elfidio Alonso Quintero, Milagros Luis Brito, María Luisa Zamora Rodríguez |
| PSOE  |       | Juan Carlos Alemán Santana, Augusto Brito Soto, Emilio José Fresco Rodríguez, María Dolores Rodríguez Flores, María Dolores Padrón Rodríguez                                  |
| PP    |       | Lorenzo Alberto Suárez Alonso, Consuelo Rodríguez Falero, Pablo Matos Mascareño                                                                                               |

- Victoriano Ríos (CC) est remplacé en septembre 1999 par Manuel Martín Luis.
- Emilio Fresco (PSOE) est remplacé en mars 2002 par José Antonio García Déniz.
- Lorenzo Suárez (PP) démissionne en février 2003 mais n'est pas remplacé.

### 2003
| Parti | Parti | Députés élus |
| ----- | ----- | --- |
| CC    |       | Adán Martín, María Luisa Zamora Rodríguez, Victoriano Ríos Pérez, José Miguel González Hernández, Milagros Luis Brito, Alfredo Belda Quintana, Miguel Zerolo Aguilar, Flora Marrero Ramos |
| PSOE  |       | Juan Carlos Alemán Santana, María Dolores Padrón Rodríguez, Francisco Hernández Spínola, Santiago Pérez García, Gloria del Pilar Gutiérrez Arteaga                                        |
| PP    |       | Pablo Matos Mascareño, Cristina Tavío Ascanio |

- Pablo Matos (PP) est remplacé en mars 2004 par Manuel Fernández González.
- Victoriano Ríos (CC) est remplacé en octobre 2005 par Esther Nuria Herrera Aguilar.

### 2007
| Parti | Parti | Députés élus |
| ----- | ----- | --- |
| CC    |       | Paulino Rivero, María Luisa Zamora Rodríguez, Miguel Zerolo Aguilar, José Miguel González Hernández, Flora Marrero Ramos, Alfredo Belda Quintana, Dulce Xerach Pérez López |
| PSOE  |       | Francisco Hernández Spínola, María Dolores Padrón Rodríguez, Juan Carlos Alemán Santana, Santiago Pérez García, Gloria del Pilar Gutiérrez Arteaga                         |
| PP    |       | Cristina Tavío Ascanio, Manuel Fernández González, Miguel Cabrera Pérez-Camacho                                                                                            |

- Alfredo Belda (CC) est remplacé en septembre 2007 par Esther Nuria Herrera Aguilar.
- Santiago Pérez (PSOE) est remplacé en février 2011 par Aurelio Abreu Expósito.
- Juan Carlos Alemán (PSOE) est remplacé en février 2011 par Fidela Velázquez Manuel.

### 2011
| Parti | Parti | Députés élus |
| ----- | ----- | --- |
| CC    |       | Paulino Rivero, José Miguel Ruano León, María Luisa Zamora Rodríguez, Miguel Zerolo Aguilar, Flora Marrero Ramos, José Miguel González Hernández, Ignacio González Santiago |
| PP    |       | Manuel Fernández González, Cristina Tavío Ascanio, Miguel Cabrera Pérez-Camacho, Emilio Moreno Bravo, María Isabel Oñate Muñoz                                              |
| PSOE  |       | Francisco Hernández Spínola, María Dolores Padrón Rodríguez, Pedro María Martín Domínguez                                                                                   |

- Miguel Zerolo (CC) est remplacé en juillet 2011 par Esther Nuria Herrera Aguilar.
- Pedro Martín (PSOE) est remplacé en novembre 2013 par Gloria del Pilar Gutiérrez Arteaga.
- Manuel Fernández (PP) est remplacé en janvier 2015 par Antonio Luengo Barreto.

### 2015
| Parti   | Parti | Députés élus |
| ------- | ----- | --- |
| CC      |       | Fernando Clavijo, Rosa Elena Dávila Mamely, José Miguel Ruano León, María Elena Luis Domínguez, José Manuel Pitti González, Socorro Beato Castellano |
| PSOE    |       | Patricia Hernández Gutiérrez, Gustavo Matos Expósito, María Teresa Cruz Oval, Héctor Gómez Hernández                                                 |
| PP      |       | Guillermo Díaz Guerra, Cristina Tavío Ascanio, Emilio Moreno Bravo                                                                                   |
| Podemos |       | Francisco Antonio Déniz Ramírez, Asunción Delgado Luzardo                                                                                            |

- Rosa Dávila (CC) est remplacée en juillet 2015 par Juan Manuel García Ramos.
- Guillermo Díaz (PP) est remplacé en janvier 2017 par Luz Reverón González.
- Emilio Moreno (PP) est remplacé en septembre 2017 par Agustín Hernández Miranda après renonciation de Antonio Luengo Barreto.
- Asunción Delgado (Podemos) est remplacée en septembre 2017 par Manuel Marrero Morales.
- Héctor Gómez (PSOE) est remplacé en juillet 2018 par María Dolores Padrón Rodríguez.
- Cristina Tavío (PP) démissionne en mai 2019 et n'est pas remplacée.

### 2019
| Parti   | Parti | Députés élus |
| ------- | ----- | --- |
| PSOE    |       | Nira Fierro Díaz, Gustavo Matos Expósito, María Teresa Cruz Oval, Manuel Fernando Martínez Álvarez, Yolanda Mendoza Reyes, Omar López González |
| CC      |       | Rosa Dávila Mamely, Cristina Valido García, Socorro Beato Castellano, José Alberto Díaz-Estébañez León, Juan Manuel García Ramos               |
| PP      |       | Manuel Domínguez González, Luz Reverón González                                                                                                |
| Podemos |       | Manuel Marrero Morales |
| Cs      |       | Ricardo Fernández de la Puente Armas |

### 2023
| Parti | Parti | Députés élus |
| ----- | ----- | --- |
| CC    |       | Ana Oramas, Francisco Eulogio Linares García, José Manuel Bermúdez Esparza, Cristina Valido García, Socorro Beato Castellano, Miguel Yonathan Martín Fumero |
| PSOE  |       | Nira Fierro Díaz, Gustavo Matos Expósito, Patricia Hernández Gutiérrez, Manuel Fumero García, Tamara Raya                                                   |
| PP    |       | Rebeca Sarai Paniagua Navarro, Luz Reverón González, Pedro José Suárez López de Vergara                                                                     |
| Vox   |       | Paula Jover Linares |

- Cristina Valido (CC) est remplacée le 5 septembre 2023 par José Alberto Díaz-Estébanez León.
- Pedro Suárez (PP) est remplacé le 5 septembre 2023 par Jennifer María Curbelo Trujillo.